# جيمس باكلي
جيمس باكلي (بالإنجليزية: James L. Buckley)‏ (و. 1923 – م) هو سياسي، وضابط، وقاض، ومحام من الولايات المتحدة الأمريكية ولد في مدينة نيويورك.
تولى منصب عضو مجلس الشيوخ الأمريكي .وهو عضو في الحزب الجمهوري .

## التعليم
تعلم في جامعة ييل، وكلية ييل للحقوق.